# Großröhrsdorf
Großröhrsdorf ist eine sächsische Kleinstadt im Landkreis Bautzen.

## Geografie
Die Stadt an der Großen Röder liegt etwa 20 Kilometer östlich der Landeshauptstadt Dresden. Sie zieht sich südlich von Pulsnitz etwa vier Kilometer an der Alten Poststraße entlang. Autobahnanschlussstellen sind Ohorn und Pulsnitz an der A 4.
Die nächstgelegenen Ortschaften im Umkreis der Stadt sind die unmittelbar östlich anschließenden Großröhrsdorfer Ortsteile Bretnig und Hauswalde sowie weiter östlich Rammenau, weiterhin der Ortsteil Kleinröhrsdorf, der Wachauer Ortsteil Leppersdorf, die zur Verwaltungsgemeinschaft Pulsnitz gehörenden Gemeinden Lichtenberg und Ohorn, der Arnsdorfer Ortsteil Wallroda, der Großharthauer Ortsteil Seeligstadt sowie die Städte Radeberg und Pulsnitz.
Der ursprünglich als zweizeiliges Reihendorf entstandene und bis heute in der Form eines Waldhufendorfes bestehende Ort am Rande des Landschaftsschutzgebietes Westlausitz ist teils von landwirtschaftlich genutzten Flächen und ausgedehnten Waldgebieten umgeben, dem Niederforst nördlich des Ortes und der etwa 1500 ha großen Massenei am südlichen Ortsende. Diese besteht überwiegend aus dem alten Landeswald, der bis 1892 sächsisch-kurfürstliches Jagdgebiet war. „Massenei“ entstammt vermutlich dem mittelhochdeutschen „mastunge“, etwa dem heutigen Wort „Schweinemast“ entsprechend. Früher trieb man häufig die Schweine der Umgebung zur Mast in den Wald.
Die höchste Erhebung ist der nördlich der Stadt gelegene Oswaldsberg mit einer Höhe von 312 Metern, an seinem Hang ist ein ehemaliger Steinbruch.

## Geschichte

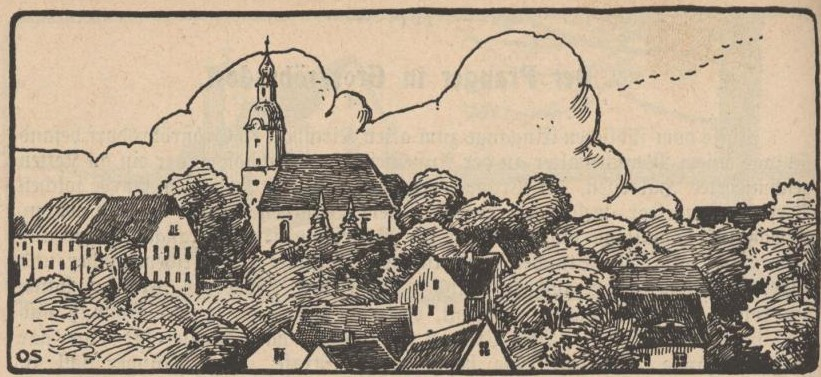
Ortsansicht um 1900

Die bereits um 1250 gegründete Ansiedlung wurde erstmals urkundlich als Kirchdorf Grozen-Rudigersdorf (nach dem Lokatornamen Rüdiger) im Jahre 1349 erwähnt. Die Wahl des Ortsnamens resultiert aus der mittelalterlichen Verfahrensweise, neue Siedlungsgründungen nach den Kolonistenführern zu benennen. Ursprünglich zur Herrschaft Pulsnitz gehörend, fiel Großröhrsdorf um etwa 1400 an das markgräfliche Amt Radeberg.
Der Dreißigjährige Krieg sowie schwere Pest-Epidemien forderten dem Ort und seinen Einwohnern erhebliche Belastungen ab, allein in den Jahren 1631 bis 1633 fielen dem „Schwarzen Tod“ 304 Menschen zum Opfer.
In dem einstigen Bauerndorf siedelten seit dem 16. Jahrhundert kleine Gewerbebetriebe. Im Jahre 1680 führte George Hans die Bandweberei in Großröhrsdorf ein. Die Einführung dieses Industriezweigs beschleunigte den wirtschaftlichen Aufschwung des Ortes und sollte über Jahrhunderte das prägende Gewerbe für die Region bleiben. Seit 1768 werden erste Bandfabrikanten in Pulsnitzer Gerichtsakten erwähnt. Der Ort erlangte große Bedeutung als wichtiger Zulieferer für zahlreiche Industriezweige, sogar bis über die Grenzen des Landes hinaus. Mitte des 19. Jahrhunderts war Großröhrsdorf mit 32 Bandfabriken und mehr als 1000 Bandwebstühlen eines der größten Zentren der Band- und Gurtweberei in Deutschland. 1834 zählte Großröhrsdorf bereits 2742 Einwohner. Im Zuge der Industrialisierung der Bandmacherei im Jahre 1855 wurden auch erste produktionstechnische Neuerungen eingeführt, 1857 nahm der erste mechanische Bandwebstuhl englischer Produktion seinen Betrieb auf. Der größte Betrieb vor Ort war die Firma C. G. Großmann, die um 1850 gegründet wurde. Bereits um 1900 beschäftigte sie mehr als 1100 Arbeiter, davon 800 in der Fabrik. Die Eigentümerfamilie schuf wichtige Einrichtungen zur Verbesserung der Infrastruktur wie das Carl-Großmann-Stift, zur Förderung von Schulzwecken (Emil-Großmann-Stiftung) und zur Unterstützung von Arbeitern außerhalb der Krankenkassen. 1893 stellte die Firma C. G. Großmann auf der Weltausstellung in Chicago aus und wurde mit einer Medaille geehrt.
Weiterhin entstanden metall- und holzverarbeitende Fabriken in der stetig wachsenden Industriegemeinde, die 1871 Anschluss an die Eisenbahnstrecke Radeberg–Kamenz erhielt. 1887 eröffnete eine Dampfbrauerei, das heutige Böhmisch Brauhaus Großröhrsdorf. Am 11. Oktober 1924 wurde Großröhrsdorf das Stadtrecht verliehen.
1945 verurteilte ein sowjetisches Militärtribunal fünf Jugendliche im Alter von 18 und 19 Jahren (davon zwei Mädchen) unter der Anschuldigung zum Tode, einer Untergrundorganisation „mit feindlicher Einstellung gegen den Kommunismus“ anzugehören. Zwei Todesurteile wurden vollstreckt, darunter an einem der Mädchen. Die anderen Jugendlichen wurden zu 10 Jahren Arbeitslager „begnadigt“ und 1950 bzw. 1954 aus Zuchthäusern entlassen. Die gesamte Gruppe wurde 1996 von russischer Seite rehabilitiert.
Von 1972 bis 1978 erfolgte endgültig die Verstaatlichung aller Bandindustriebetriebe und eine Zusammenfassung zum VEB Bandtex im VEB Kombinat Baumwolle mit etwa 5000 Beschäftigten. Die meisten Anlagen und Betriebsmittel befanden sich 1989 in einem extrem vernachlässigten Zustand. Nach der Wende in der DDR kam auch die Bandherstellung größtenteils zum Erliegen, heute führen nur noch vier Betriebe das traditionsreiche Gewerbe fort. Aus dem VEB Dekoband ging die heutige Firma „F.A. Schurig“ hervor und aus dem VEB Solidor die heutige Firma „Solidor“.
Am 1. Januar 1998 wurde Kleinröhrsdorf eingemeindet. Zum 1. Januar 2017 folgte Bretnig-Hauswalde. Damit endete auch die Verwaltungsgemeinschaft Großröhrsdorf.

### Bevölkerungsentwicklung
Vor der Eingemeindung von Kleinröhrsdorf
| Jahr                                                       | 1551                                                 | 1764                                                                  | 1834 | 1871 | 1890 | 1910 | 1925 | 1939 | 1950 | 1964 | 1990 |
| ---------------------------------------------------------- | ---------------------------------------------------- | --------------------------------------------------------------------- | ---- | ---- | ---- | ---- | ---- | ---- | ---- | ---- | ---- |
| Großröhrsdorf                                              | 72 besessene Mann, 18 Häusler, 97 Inwohner, 60 Hufen | 68 besessene Mann, 12 Gärtner, 98 Häusler, 57 Hufen je 16–20 Scheffel | 2742 | 4452 | 5862 | 8012 | 8372 | 8844 | 9221 | 9037 | 6898 |
| Kleinröhrsdorf (seit 1998 nach Großröhrsdorf eingemeindet) | 19 besessene Mann, 1 Häusler, 25 Inwohner, 16 Hufen  | 20 besessene Mann, 5 Gärtner, 14 Häusler, 16 3/4 Hufen                | 371  | 407  | 446  | 542  | 592  | 666  | 701  | 709  | 563  |

Nach der Eingemeindung von Kleinröhrsdorf
| Jahr          | 2000   | 2004   | 2008   | 2012  | 2015  | 2018  | 2025             |
| ------------- | ------ | ------ | ------ | ----- | ----- | ----- | ---------------- |
| Großröhrsdorf | 10.897 | 10.567 | 10.093 | 9.574 | 9.545 | 9.510 | 9 340 (Prognose) |

## Politik

### Stadtrat
Seit der Stadtratswahl am 9. Juni 2024 verteilen sich die 17 Sitze des Stadtrates folgendermaßen auf die einzelnen Gruppierungen:

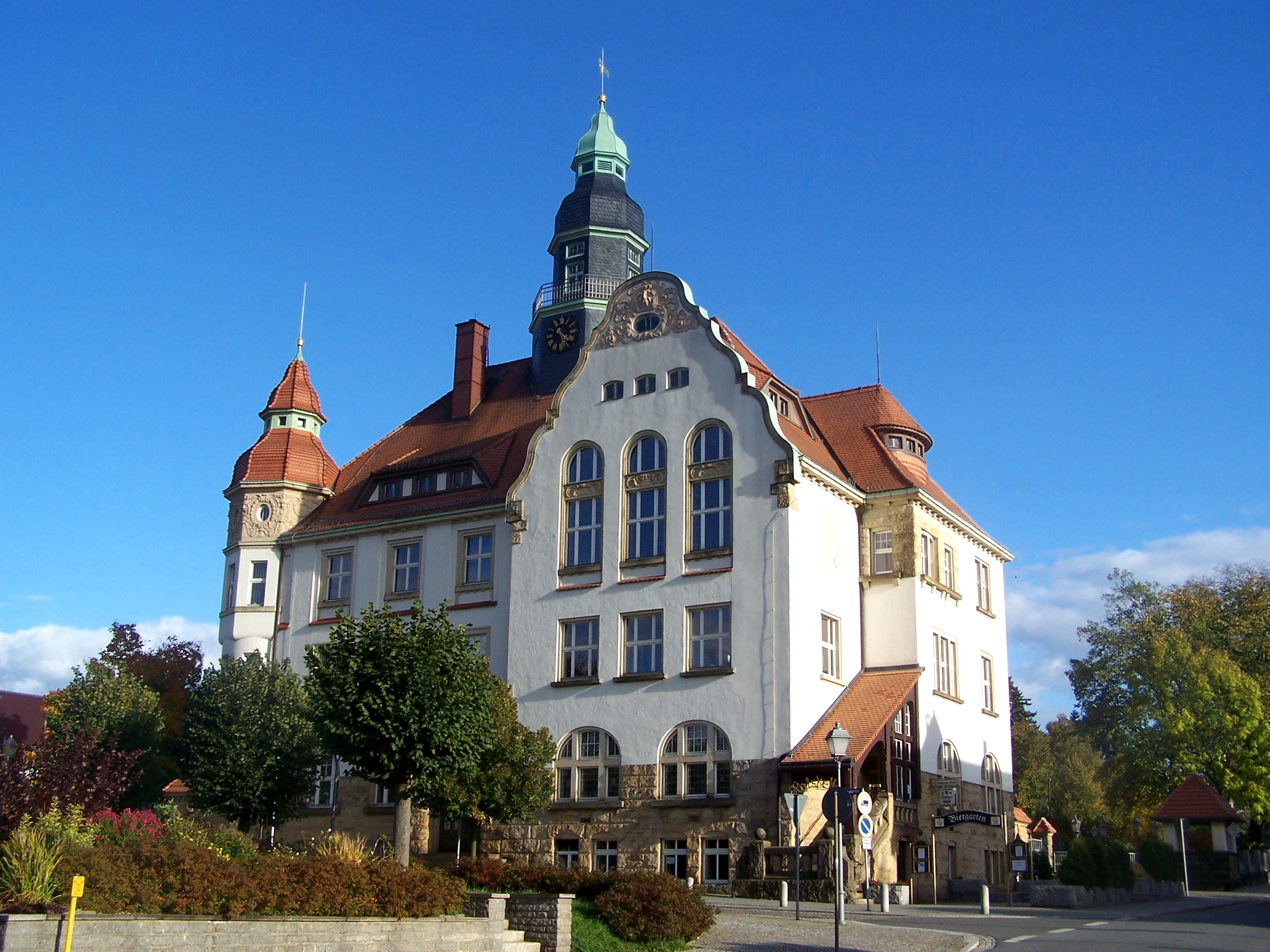
Rathaus Großröhrsdorf

- SPD: 1
- BfG: 6
- FW: 2
- CDU: 5
- AfD: 3

Ein Sitz der AfD bleibt unbesetzt. Der Stadtrat verkleinert sich entsprechend.
| Partei/Liste             | 2024   | 2024   | 2019   | 2019   | 2014   | 2014   |
| Partei/Liste             | Sitze  | in %   | Sitze  | in %   | Sitze  | in %   |
| ------------------------ | ------ | ------ | ------ | ------ | ------ | ------ |
| Bürger für Großröhrsdorf | 6      | 31,9   | –      | –      | –      | –      |
| CDU                      | 5      | 25,7   | 6      | 30,4   | 9      | 47,4   |
| AfD                      | 3      | 25,0   | 1      | 16,2   | –      | –      |
| Freie Wähler Rödertal*   | 2      | 11,2   | 4      | 24,9   | 3      | 17,1   |
| SPD                      | 1      | 6,3    | 1      | 6,3    | 2      | 11,2   |
| FDP                      | –      | –      | 3      | 16,2   | 3      | 15,7   |
| Linke                    | –      | –      | 1      | 6,0    | 1      | 8,7    |
| Wahlbeteiligung          | 69,4 % | 69,4 % | 62,8 % | 62,8 % | 51,1 % | 51,1 % |

* 2014: FW Gegenwind Großröhrsdorf

### Bürgermeister
Bürgermeister ist seit 2019 Stefan Schneider (CDU).

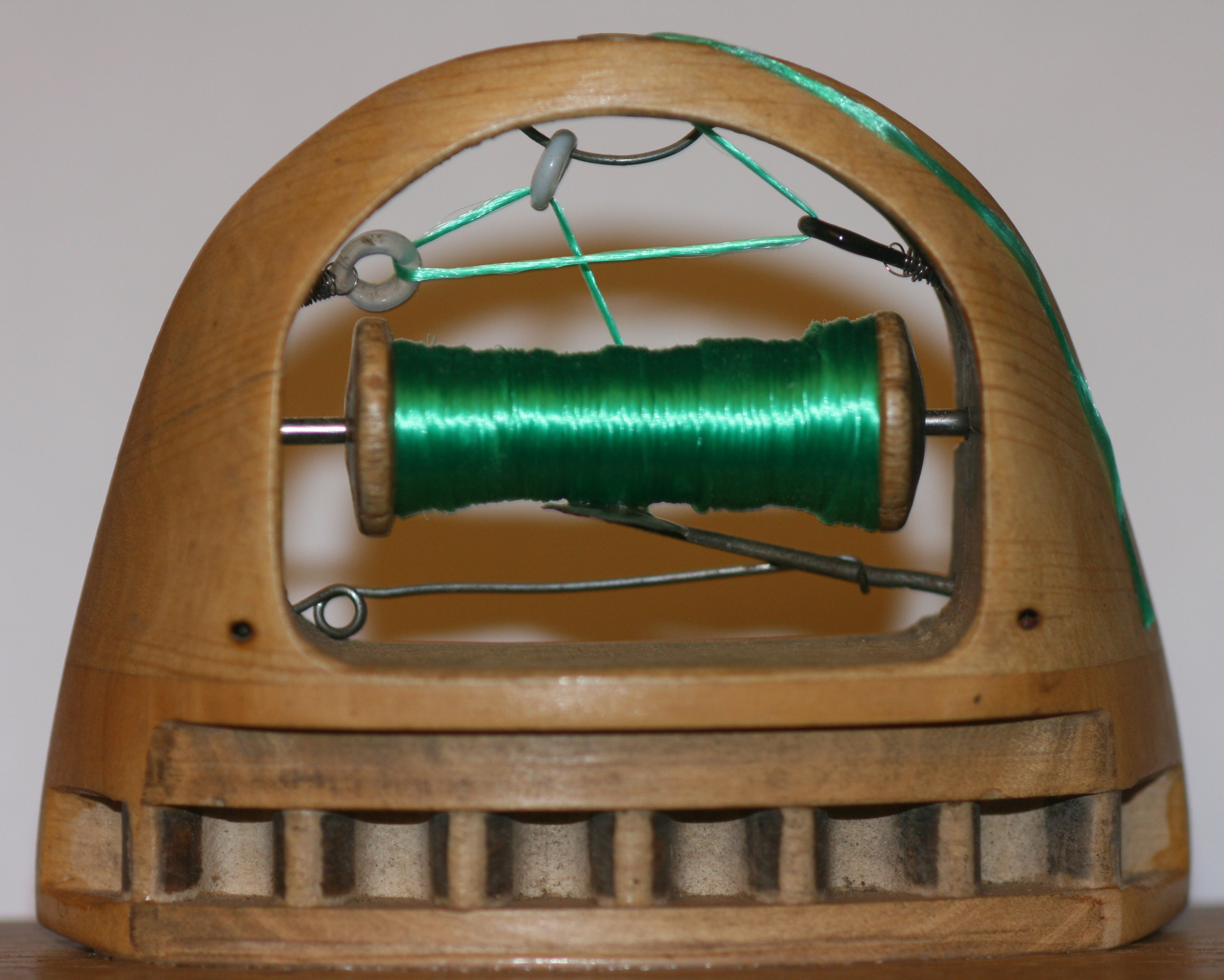
Bandwebschützen, ähnlich dem auf dem Stadtwappen

| Wahl | Bürgermeister    | Vorschlag | Wahlergebnis |
| ---- | ---------------- | --------- | ------------ |
| 2019 | Stefan Schneider | CDU       | 95,2 %       |
| 2012 | Kerstin Ternes   | Ternes    | 99,2 %       |
| 2005 | Kerstin Ternes   | Ternes    | 67,5 %       |
| 2001 | Klaus Eckert     | Eckert    | 84,6 %       |
| 1994 | Klaus Eckert     | Eckert    | 35,9 %       |

### Stadtwappen
Mit der Stadtrechtsverleihung 1924 erhielt der Ort als Ergebnis eines Preisausschreibens das in seiner heutigen Form seit 1926 bestehende Stadtwappen. Es zeigt einen silbernen Bandwebschützen auf blauem Grund. Vor der Erlangung des Stadtrechtes führte Großröhrsdorf ein Gemeindesiegel, welches zwei gekreuzte Breitwebschützen, einen Bienenkorb und zwei Getreideähren zeigte. Sie versinnbildlichten das bestimmende Handwerk des Ortes und den Fleiß seiner Bewohner.

## Wirtschaft
- Das von 1887 bis 2023 produzierende Böhmisch Brauhaus Großröhrsdorf befand sich in der Bahnhofstraße.
- Das bereits in den 1990er Jahren erschlossene neue Gewerbegebiet von Großröhrsdorf beherbergt einen Branchenmix aus Kunststoff- und Metallverarbeitung, Maschinenbau und IT-Dienstleistungen. 2007 siedelte sich auch die Solarindustrie an. Am 1. Juni 2007 erfolgte der erste Spatenstich für eine 60-MW-Dünnschichtmodul-Produktionsstätte der Firma Sunfilm AG, welche nur ein Jahr nach deren Fertigstellung Insolvenz anmelden musste. Im Oktober 2010 wurde Sunfilm durch das Bielefelder Unternehmen Schüco aufgekauft und die Produktionsstätte weitergeführt. Im Jahr 2012 erfolgte die endgültige Schließung des Standortes.[12]

## Verkehr

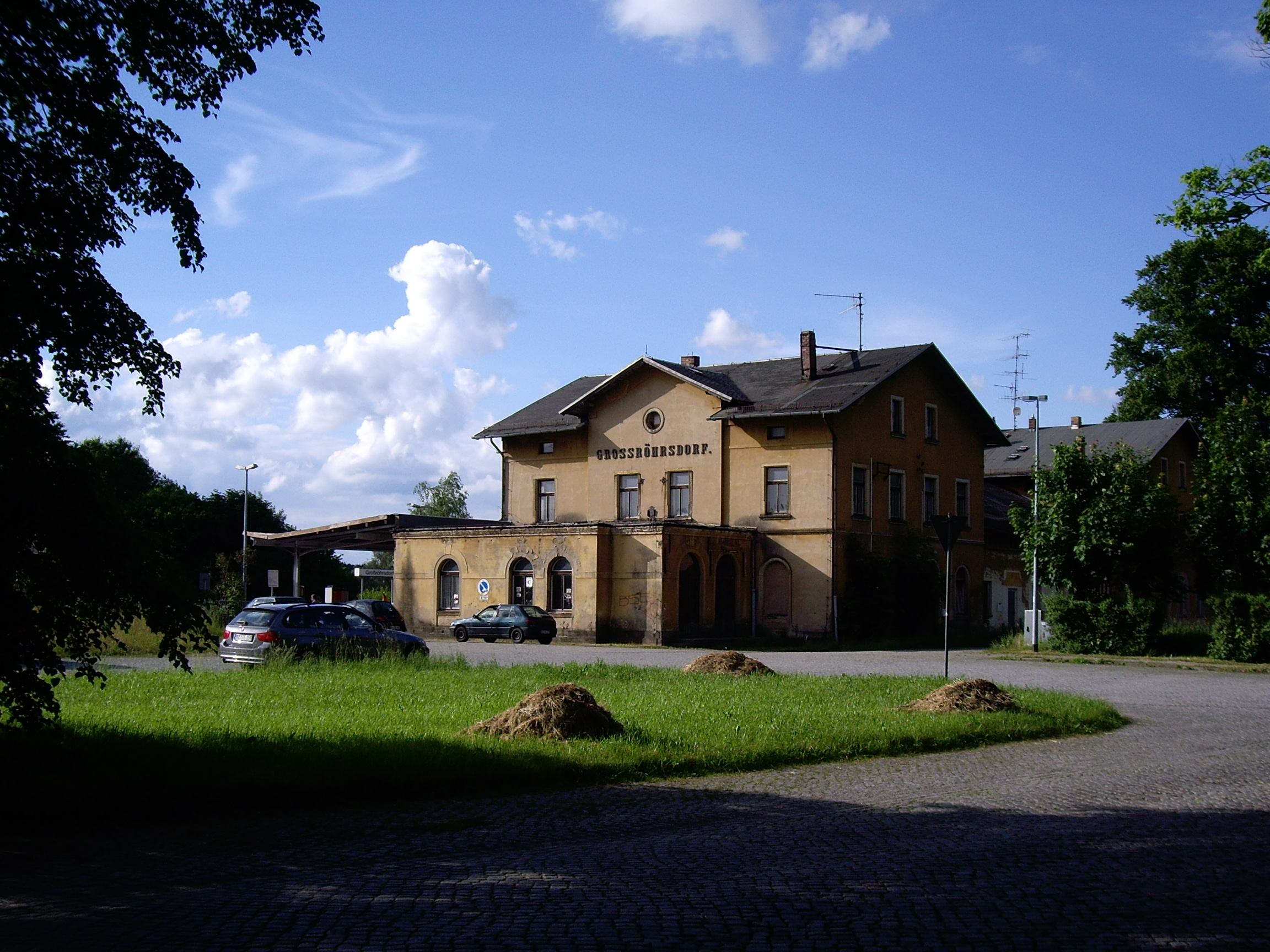
Bahnhof Großröhrsdorf

Der Bahnhof Großröhrsdorf liegt an der Bahnstrecke Kamenz–Radeberg und wird im Personenverkehr von der S-Bahn-Linie S8 bedient. Die Züge fahren in der Relation Dresden – Langebrück (Sachs) – Radeberg – Großröhrsdorf – Kamenz (Sachs) und befahren dabei unter Umgehung des Bahnhofs Arnsdorf die Arnsdorfer Kurve.
Nördlich tangiert die Bundesautobahn 4, die über die Anschlussstellen Ohorn und Pulsnitz erreichbar ist, das Stadtgebiet.

## Bildung
Die Stadt Großröhrsdorf verfügt über eine Grundschule, die „Praßerschule“, und das teilweise neuerbaute „Ferdinand-Sauerbruch-Gymnasium“. Dieses bildet seit dem Sommer 2012 gemeinsam mit der sanierten Mittel- bzw. Oberschule das Schulzentrum Großröhrsdorf. Weiterhin ansässig ist das private Institut für Gesundheit und Soziales.

## Kultur und Sehenswürdigkeiten
Die barocke Stadtkirche wurde in den Jahren 1731/1736 errichtet. Altar und Taufstein stammen aus dem Jahre 1745, die Bildnisse Martin Luthers und Philipp Melanchthons von 1614. Die Kirche war 2011 Drehort für Hochzeitsszenen der TV-Verfilmung von Uwe Tellkamps Roman „Der Turm“.
Durch ein Feuer in den frühen Morgenstunden des 4. August 2023 brannte die Kirche vollständig aus.
Das Rathaus wurde 1907/1908 im Jugendstil erbaut und ist Zeugnis des um die Jahrhundertwende industriell aufstrebenden Ortes. Zudem prägen zahlreiche, großzügig angelegte Jugendstilvillen und Herrenhäuser das Stadtbild.
In der Kulturfabrik befindet sich das Technische Museum, das einen Einblick in die umfangreiche Geschichte der Bandweberei in Großröhrsdorf gibt. Das Heimatmuseum in der Mühlstraße ist in einem Umgebindehaus von 1798 eingerichtet.
Am Rande der Massenei befindet sich das Massenei-Bad. Nach seiner Eröffnung im Jahre 1935 wurde es in den Jahren 1994 bis 1996 aufwändig saniert. Das Bad ist für seine ruhige Lage und seiner Eingliederung in den Masseneiwald bekannt.

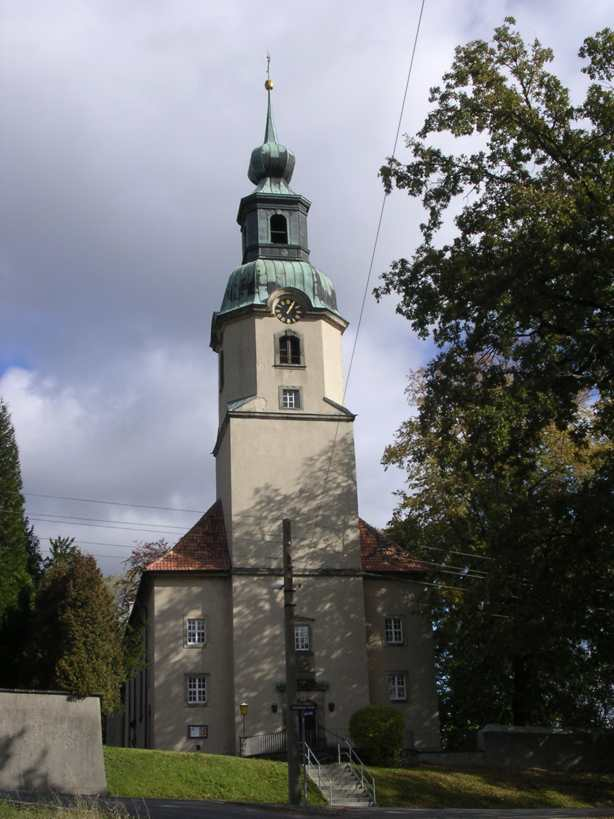
Stadtkirche Großröhrsdorf
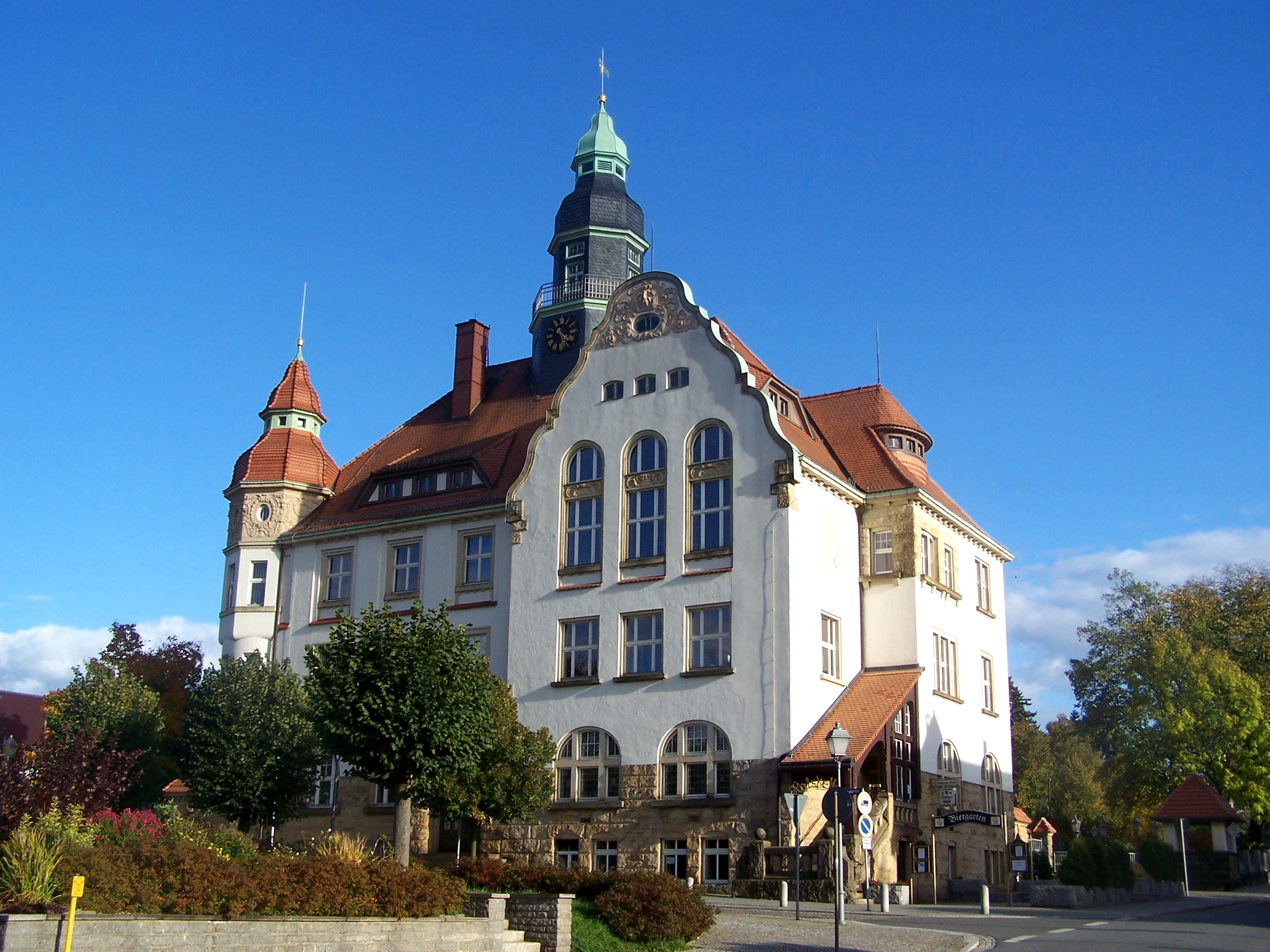
Rathaus
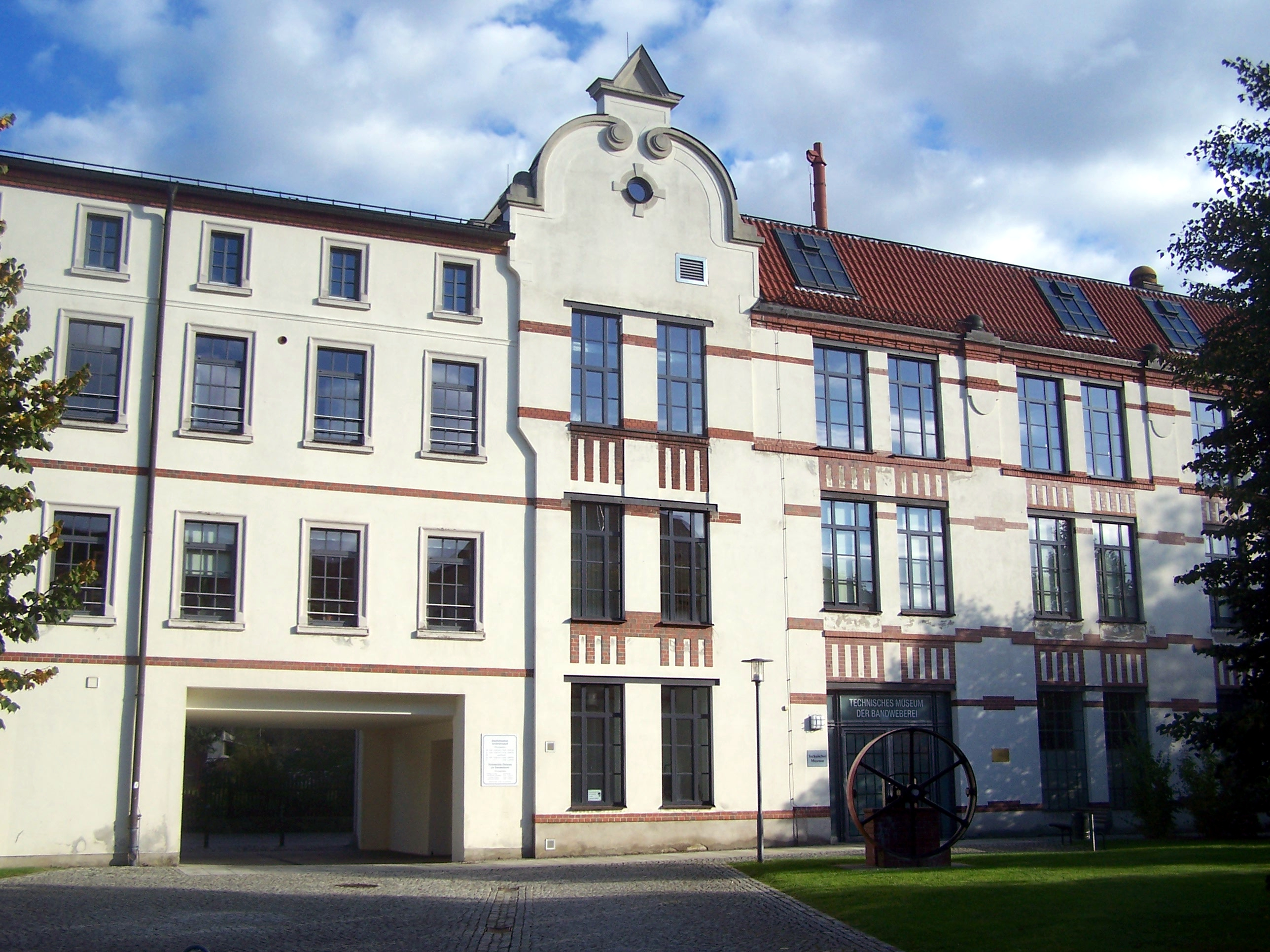
Technisches Museum der Bandweberei
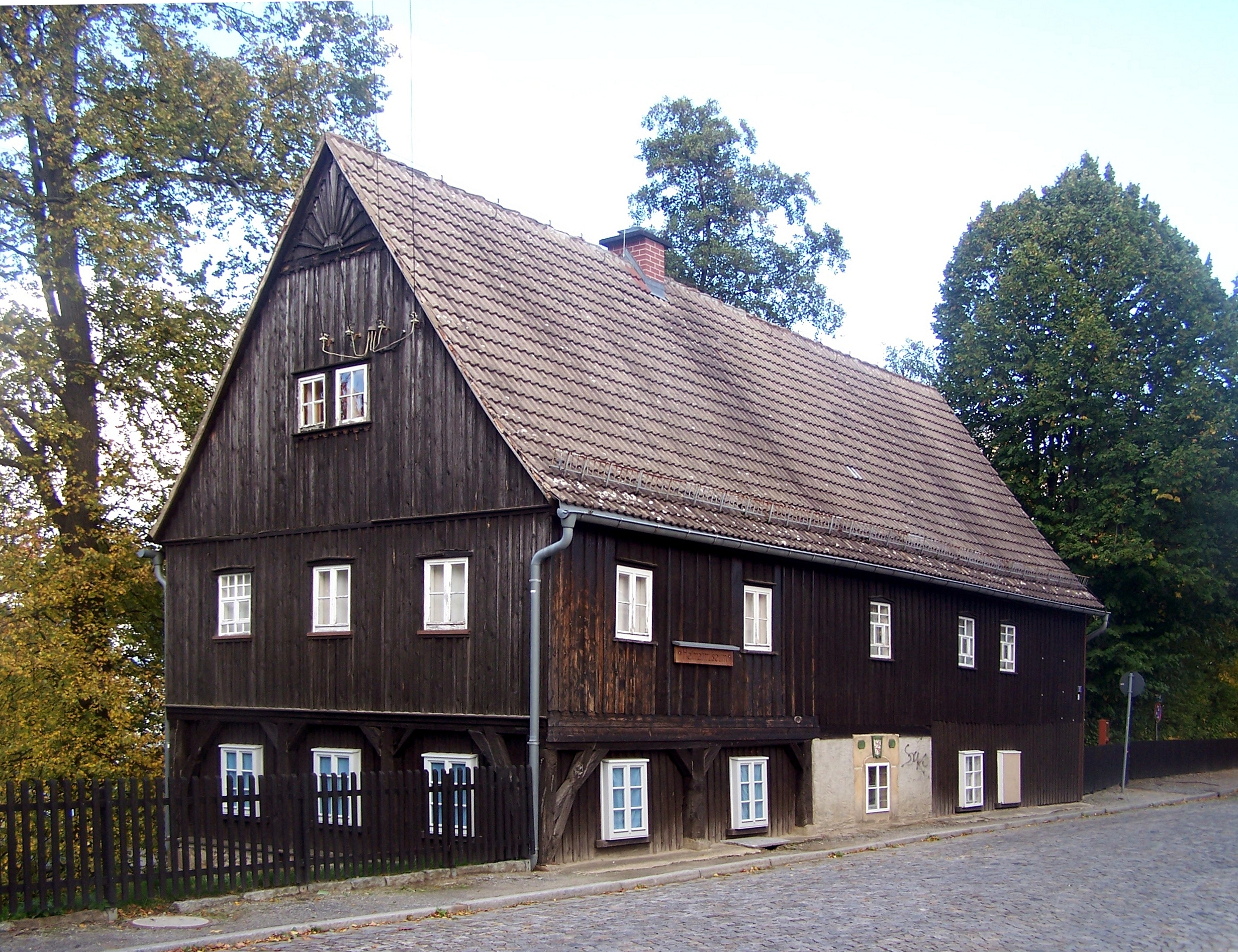
Heimatmuseum

## Sport
Überregional bekannt ist der 2009 gegründete Handballverein HC Rödertal, welcher in der Saison 2017/18 in der Handball-Bundesliga der Frauen spielte und momentan in der 2. Bundesliga spielt. Der Sportverein SC 1911 Großröhrsdorf bietet neben der Fußballabteilung, welche in der achtklassigen Kreisoberliga Westlausitz agiert, noch Schach an.

## Naturdenkmale
- Siehe auch: Liste der Naturdenkmale in Großröhrsdorf

## Söhne und Töchter der Stadt
- Carl Gottlob Boden (1797–1877), Band- und Gurtfabrikant, ließ 1865 den Äußeren Friedhof von Großröhrsdorf errichten
- Johanna Juliane Schöne (geb. Schurig; 1807–1841), Hutfabrikantin[19]
- Carl Friedrich Richter (Pseud. Carl Rosen; 1811–1862), Dichter und Revolutionär[20]
- August Berthelt (1813–1896), Pädagoge
- Friedrich Wilhelm Hesse (1817–1897), sächsischer Medicinalrath, Träger des Sächsischen Verdienstordens 1. Klasse[21]
- Friedrich Ehregott Praßer (1819–1888), Astronom, Erfinder, Pädagoge und Publizist[22], Regionalhistoriker, Heimatforscher
- Edmund Theophron Boden (1857–1936[23]), Reißzeugfabrikant in Emskirchen und Wilhelmsdorf (Mittelfranken)[24]
- Bernhard Rentsch (1856–1945), Landvermesser für den sächsischen Eisenbahnbau, Hofrat, Synodalmitglied, Stadtrat und Ehrenbürger von Kamenz
- Margot Sauerbruch, geborene Großmann (1903–1995), Ärztin, Gutsbesitzerin und Ehefrau von Ferdinand Sauerbruch[25]
- Karl Puschmann (1921–2011), Ortschronist, Lehrer, Ehrenbürger der Stadt Großröhrsdorf
- Werner Felfe (1928–1988), Mitglied des Politbüros des Zentralkomitees der SED
- Gerhild Schwendler (1934–2019), Historikerin
- Volker Schurig (* 1940), Chemiker und Professor an der Universität Tübingen
- Horst Martini (* 1954), Mathematiker
- Frank Radschunat (1958–2011), Landtagsabgeordneter (PDS)
- Jens Wonneberger (* 1960), Schriftsteller
- Volker Sielaff (* 1966), Schriftsteller
- Marko von Oppen (* 1970), DDR-Meister im Go
- Tom Schulz (* 1970), Buchautor und Übersetzer
- Annedore Dietze (* 1972), Malerin
- Tom Radisch (* 1982), Schauspieler und Synchronsprecher
- Robby Gerhardt (* 1987), ehemaliger Ruder-Weltmeister
- Maria Schöne (* 1987), Schachspielerin, Internationale Meisterin
- Sven Hartmann (* 1988), Basketballspieler
- Andy Zirnstein (Pseudonym: Der Asiate) (* 1988), Musiker
- Theresia Philipp (* 1991), Jazzmusikerin

## Sonstiges
Unter den Einwohnern Großröhrsdorfs und Umgebung wird die Stadt umgangssprachlich auch als Gage bezeichnet. Eine Theorie zur Herkunft dieser Bezeichnung ist das besonders im Herbst vermehrte Auftreten von großen Krähenschwärmen, welche in der Region mundartlich als „Gagen“ bezeichnet wurden. Dadurch wurde der Begriff Gage regional zum Synonym für Großröhrsdorf. Dabei wird noch unterschieden zwischen Groß-Gage und Kleingage (für Kleinröhrsdorf).